# Visconde da Baía
Visconde da Baía é um título nobiliárquico de juro e herdade criado por D. Maria I de Portugal, por Decreto de 3 de Maio e Carta de 19 de Junho de 1796, em favor de D. Manuel da Piedade Coutinho Pereira de Seabra, depois 1.º Conde da Baía.
Titulares
1. D. Manuel da Piedade Coutinho Pereira de Seabra, 1.º Visconde da Baía de juro e herdade e 1.º Conde da Baía;
2. D. João Maria da Piedade Coutinho Pereira de Seabra e Sousa Tavares, 2.º Visconde da Baía de juro e herdade e 2.º Conde da Baía.